# Theresa Malkiel
Theresa Serber Malkiel (Bar, 1 de mayo de 1874 - 17 de noviembre de 1949) fue una activista laboral, sufragista y educadora estadounidense. Fue la primera mujer en ascender del trabajo en una fábrica al liderazgo del Partido Socialista. A su novela de 1910, The Diary of a Shirtwaist Striker, se le atribuye haber ayudado a reformar las leyes laborales del estado de Nueva York. Como jefa del Comité Nacional de la Mujer del Partido Socialista de América (SPA), estableció un Día Nacional de la Mujer anual que fue el precursor del Día Internacional de la Mujer. En 1911, durante una gira de conferencias por el sur de Estados Unidos, llamó la atención sobre el problema del supremacismo blanco dentro del partido. Pasó sus últimos años promoviendo la educación en la edad adulta para mujeres trabajadoras.

## Trayectoria
Theresa Serber nació en Bar, Gobernación de Podolia, Imperio Ruso (actual Bar, Óblast de Vinnytsia, Ucrania ) el 1 de mayo de 1874, una de siete hermanas. Serber y su familia eran judíos, y perseguidos en Rusia, por lo que emigraron a los Estados Unidos, instalándose en el Lower East Side de la ciudad de Nueva York en 1891, y Theresa, de diecisiete años, se puso a trabajar como costurera en un fábrica de prendas de vestir.

### Activismo
Poco después de su llegada a Nueva York, se unió al Russian Workingmen's Club. En 1892 organizó el Infant Cloakmaker's Union of New York, un grupo de mujeres, en su mayoría judías, y se convirtió en su primera presidenta. Durante los siguientes años, representó a su sindicato en los Caballeros del Trabajo, la Federación Laboral Central y los Oficios Hebreos Unidos. Su exposición al radicalismo de estos dos últimos grupos reforzó sus creencias socialistas y en 1893 se unió al Partido Socialista Laborista de América. Fue miembro activo del Partido Socialista Laborista de América durante seis años, representando a su sindicato en la primera convención de la Alianza Socialista de Comercio y Trabajo.
En 1899 dejó el SLP y se unió al Partido Socialista de América. Malkiel creía que solo el socialismo podía liberar a las mujeres y que, a su vez, el socialismo no podía sobrevivir sin la plena participación de las mujeres. En teoría, el Partido Socialista estaba comprometido con la igualdad de derechos para hombres y mujeres, pero Malkiel llegó a la conclusión de que las mujeres socialistas tendrían que librar su propia batalla paralela por la igualdad.
En 1905, Malkiel organizó la Sociedad Progresista de Mujeres de Yonkers, que se convirtió en una rama de la Sociedad de Mujeres Socialistas de Nueva York. Escribió folletos de propaganda socialista y publicó numerosos artículos sobre el socialismo y la querella de las mujeres en revistas como The Socialist Woman, Machinists' Monthly e International Socialist Review . También contribuyó al New York Call, una revista socialista que cofundó con su esposo.

### Comité Nacional de la Mujer

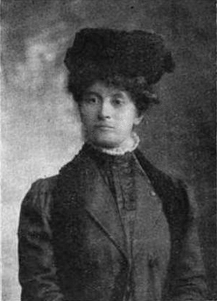
Teresa Malkiel (1909)

Malkiel fue elegida miembro del Comité Nacional de Mujeres del Partido Socialista en 1909. Se desempeñó como delegada en varias convenciones, hizo campaña, escribió folletos y, al igual que Rose Pastor Stokes, ayudó a crear conciencia sobre las preocupaciones de las mujeres inmigrantes. Estableció clubes de sufragio diseñados para atraer a las mujeres trabajadoras al partido. También estableció un Día Nacional de la Mujer anual, a partir del 28 de febrero de 1909, que fue observado por varios partidos socialistas europeos, así como por la SPA. El Día de la Mujer fue el precursor del Día Internacional de la Mujer, que se celebra cada año el 8 de marzo.
En 1909, trabajó en estrecha colaboración con la Women's Trade Union League (WTUL) para apoyar la huelga de las camiseras de Nueva York con publicidad y recaudación de fondos.

### Diario de una huelguista camisera
En 1910, Malkiel publicó un relato ficticio sobre la huelga de camiseras titulado The Diary of a Shirtwaist Striker. En él describía la huelga desde el punto de vista de una trabajadora nacida en Estados Unidos que inicialmente desconfía de sus compañeros de trabajo inmigrantes. Con el tiempo, se acerca más a ellos y se vuelve cada vez más consciente de la necesidad de ganar la votación además de la huelga, y de la necesidad de una mayor solidaridad entre trabajadores y trabajadoras.
Al año siguiente del incendio en la fábrica Triangle Shirtwaist de Nueva York, el libro atrajo la atención del público y ayudó a desencadenar reformas legislativas. Los eruditos posteriores tendieron a despreciar el libro como propaganda. En 1990, Cornell University Press lo reimprimió con una introducción de la historiadora Françoise Basch y recibió críticas positivas de Alice Kessler-Harris, Mari Jo Buhle e ILR Review.
En 1914, como jefe de la Campaña por el Sufragio Socialista de Nueva York, Malkiel organizó una reunión masiva en el Carnegie Hall. En 1916, fue una de las tres mujeres nombradas por el Comité Ejecutivo Nacional para viajar por todo el país en campaña por el sufragio. Aunque el Partido Socialista se opuso oficialmente a cooperar con organizaciones sufragistas como la Asociación Nacional pro Sufragio de la Mujer, Malkiel apoyó la idea, estipulando que los socialistas siempre deben presentar sus puntos de vista desde una perspectiva socialista. Sospechaba de las sufragistas adineradas como Alva Belmont, y advertía que no se dejara distraer por la "falsa conciencia" del feminismo burgués.
Malkiel realizó dos giras nacionales para el Partido Socialista durante la Primera Guerra Mundial, hablando sobre los derechos de las mujeres y contra la participación estadounidense en la guerra. En 1920 se postuló para la Asamblea Estatal de Nueva York con la candidatura socialista y fue derrotada por poco.

## Educación de adultos
Malkiel pasó las últimas dos décadas de su vida promoviendo la educación de mujeres inmigrantes y ayudándolas con la naturalización. Fundó la Asociación de Estudiantes Adultos de Brooklyn y dirigió sus clases y campamento de verano.

## Vida personal
Se casó con el abogado y compañero socialista Leon A. Malkiel en 1900 y se mudó a Yonkers. Dio a luz a una hija, Henrietta, en 1903. Aunque ya no era trabajadora de una fábrica, sigue comprometida con mejorar la vida de las mujeres trabajadoras. Murió el 17 de noviembre de 1949.

## Obra
- «Woman and the Socialist Party». The Socialist Woman I (12): 8. May 1908.
- «Our Unfortunate Sisters». The Socialist Woman II (18): 4. November 1908.
- «The Emancipation of Women». Machinists' Monthly Journal XXI (1): 33-34. January 1909.
- «Where Do We Stand on the Woman Question?». International Socialist Review 10: 159-162. August 1909.
- «Which is Better for Women, the Woman Suffrage Movement, or the Socialist Party?». The Progressive Woman IV (37): 6-7. June 1910.
- The Diary of a Shirtwaist Striker: A Story of the Shirtwaist Makers' Strike in New York. New York: The Co-operative Press. 1910.
- «'Socialists' Despise Negroes in the South: 'Comrades' Refuse to Allow Colored Men in Meeting Halls or Party». The New York Call. 21 de agosto de 1911.
- «Child Labor». The Railroad Trainman XXX (10): 924-925. October 1913.